# Селезнёво (Тульская область)
Селезнёво (ранее Селезнев Колодезь, Селезнев Колодец, Сергиевское) — село в Плавском районе Тульской области России.
В рамках административно-территориального устройства входит в Горбачевский сельский округ Плавского района, в рамках организации местного самоуправления включается в Молочно-Дворское сельское поселение.

## География
Расположено в 16 км к юго-западу от города Плавска и в 74 км к юго-западу от центра Тулы.
На юго-востоке примыкает к посёлку Горбачёво.
Юго-восточнее находятся железнодорожная станция Горбачёво  на линии Тула — Орёл и одноимённый посёлок станции Горбачёво.

## Население
| 2002 | 2010 |
| ---- | ---- |
| 446  | ↗480 |

Население — 480 чел. (2010).

## История
В XIX веке село Селезнев Колодезь было волостным центром Селезневской волости Чернского уезда Тульской губернии. В селе была Сергиевская церковь. Священнослужители Сергиевской церкви:
- 1891—1893 — священник Капитон Никольский, псаломщик Алексей Моисеев